# Mémoires présentés à l'Académie Impériale des Sciences de St.-Pétersbourg par divers savants et lus dans ses Assemblées
Mémoires présentés à l'Académie Impériale des Sciences de St.-Pétersbourg par divers savants et lus dans ses Assemblées (abreviado Mém. Acad. Imp. Sci. St.-Pétersbourg Divers Savans) fue una revista ilustrada con descripciones botánicas que fue editada en Rusia por la Academia Imperial de las Artes. Publicó 9 números en los años 1831-1859.